# Lancia Flaminia
La Lancia Flaminia est la grande berline haut de gamme fabriquée par le constructeur italien Lancia, destinée à remplacer la fastueuse Lancia Aurelia et devenir la voiture d'apparat de la République Italienne des années 1960.

## La Lancia Flaminia berline
Cette automobile se situe au sommet de la gamme Lancia. La Flaminia restera le symbole de l'automobile italienne de luxe et de représentation de la production Lancia d'après guerre, place occupée de nos jours par la Maserati Quattroporte.
Équipée à l'origine d'un V6 Lancia à 60° de 2 500 cm³ dérivé de celui de l'Aurelia qui est le premier moteur V6 au monde, breveté par Lancia, elle est ensuite équipée d'un nouveau moteur plus puissant de 2 800 cm³.

## Les Lancia Flaminia Coupé, Sport, Touring et Convertible
Si la berline a un design classique aux dimensions imposantes et à l'image importante, Lancia réalise, sur la même base mécanique un certain nombre de versions dérivées, de niche mais admirables. La première est la Flaminia Coupé due au maître Pininfarina qui a déjà proposé un prototype baptisé Lancia Florida sur plateforme de la Lancia Aurelia et est pendant de nombreuses années la voiture personnelle de Monsieur Pininfarina. Elle se révéla être le modèle le plus populaire de toute la gamme Flaminia, on en vend même davantage que de berlines. Ce coupé aux dimensions très généreuses est secondé par l'exceptionnelle version sportive du carrossier Zagato, (carrosserie en aluminium) baptisée Flaminia Sport, évoluant en Supersport avec un moteur porté à 2 800 cm³ et quelques modifications de la ligne de la carrosserie. Ces Supersport sont considérées, encore de nos jours, comme parmi les plus belles œuvres du carrossier et font partie des plus belles Lancia.
D'autres versions sportives mais plus grand tourisme dérivées de la Flaminia sont les modèles habillés par la Carozzeria Touring à Milan. D'abord en 1959 le coupé GT et un convertible. Ces voitures sont construites suivant les brevets et le procédé « Superleggera » développé par la carozzeria Touring. Plateforme en acier, structure de nid d'oiseau de tubes d'acier dessinant le volume de la carrosserie, sur lequel est greffée la coque en aluminium. Cette structure de carrosserie se retrouve également sur l'Aston Martin DB4 et la Maserati 3500 GT.

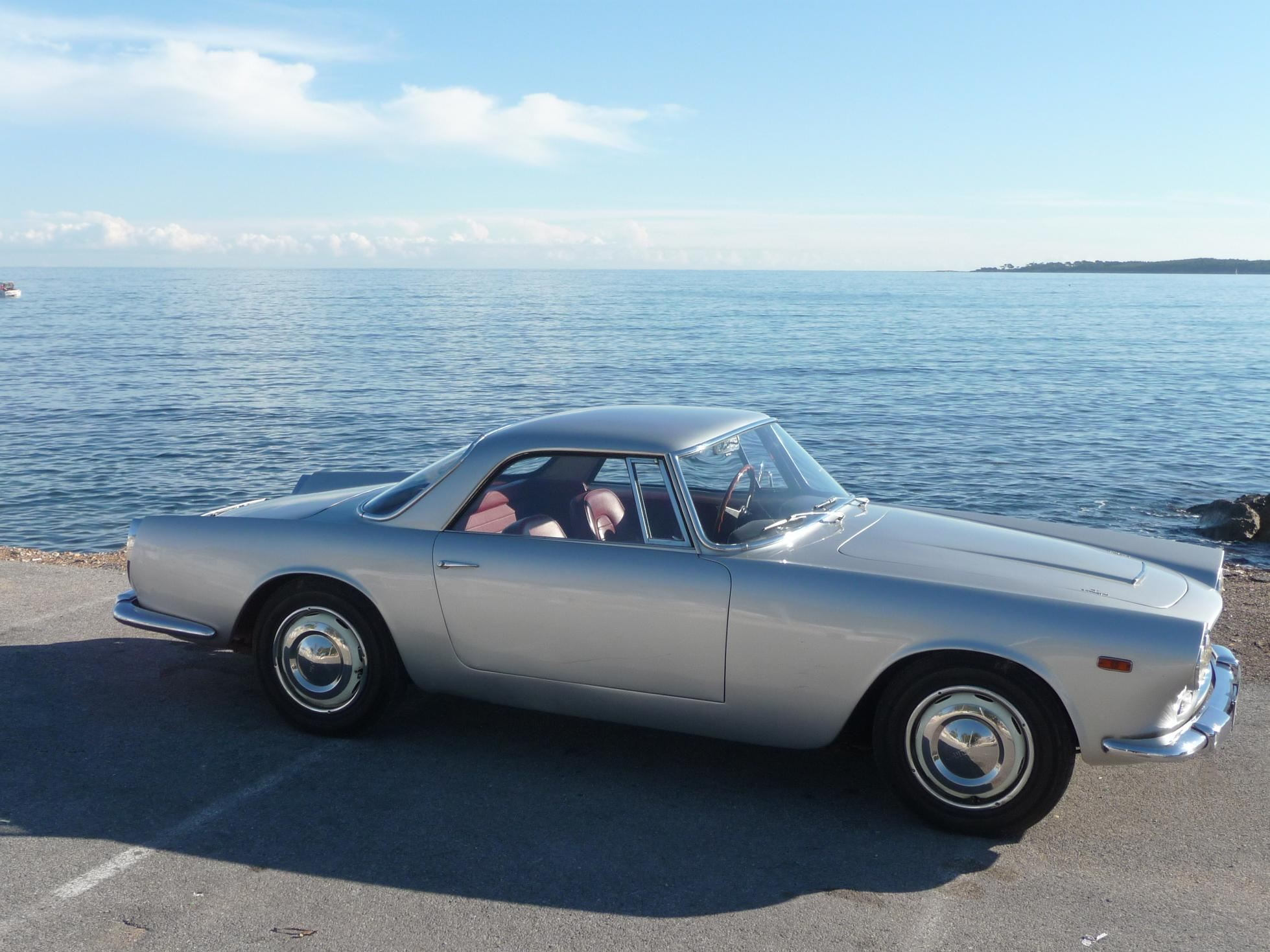
Lancia Flaminia Coupé GT biplace Touring (structure superleggera).

Puis plus tard en 1963 sort la GTL 2+2 avec la même carrosserie que la GT mais légèrement plus longue et plus haute afin de créer la place pour deux (petits) passagers. Cette voiture avec moteur de 2 800 cm³ et quelques chevaux supplémentaires est produite à trois cents exemplaires et marque la fin de la Lancia Flaminia. Les voitures passaient souvent quelques années sur les parkings de Lancia ou des concessionnaires avant d'être vendues.
La Lancia Flaminia fut également déclinée en version Presidenziale (aussi appelée Quirinale) à l'usage de la présidence de la république italienne. Cette version fut construite en quatre exemplaires et continue à être régulièrement utilisée par le président de la république italienne à l'occasion de cérémonies officielles.
Lancia ne donna pas de suite à cette somptueuse voiture, n'ayant plus les moyens financiers nécessaires au développement d'une remplaçante.
En Italie les remplaçantes se nomment Maserati Quattroporte série 1 à 5 incluses. Au total, ce sont 12 641 exemplaires de Lancia Flaminia qui sont sortis des usines de Chivasso. 
C'est au volant d'une Lancia Flaminia 2500 GT Touring que le prince Ali Khan a le 12 mai 1960 à Suresnes un accident, une collision frontale avec un autre véhicule. Il meurt pendant son transport vers le proche hôpital Foch. Les deux personnes qui l'accompagnaient, sa compagne d'alors, le mannequin Bettina, ainsi que le chauffeur d'Ali Khan (alors simple passager), sont seulement blessés. 